# Sallèdes
Sallèdes település Franciaországban, Puy-de-Dôme megyében. Lakosainak száma 566 fő (2022. január 1.). Sallèdes Isserteaux, Laps, Manglieu, Pignols, Saint-Babel és Saint-Julien-de-Coppel községekkel határos.

## Népesség
A település népessége az elmúlt években az alábbi módon változott:
| Lakosok száma | 585  | 584  | 602  | 588  | 586  | 584  | 582  | 575  | 566  |
|               | 2013 | 2015 | 2016 | 2017 | 2018 | 2019 | 2020 | 2021 | 2022 |